# 콴타 디스플레이
콴타 디스플레이 주식회사(Quanta Display Inc.)는 1999년에 설립되었으며, 박막 트랜지스터 액정 디스플레이 패널을 제조하는 중화민국 기업이다. 2006년 4월 7일에 패널 시장에서 4%의 점유율을 기록했다. 2006년 10월에, 콴타 디스플레이는 AU 옵트로닉스에 22 억 달러로 인수되었다.

## 같이 보기
- AU 옵트로닉스